# Bryndum Kirke
Bryndum Kirke (i Bryndum) er fra ca. 1250. Dendrokronologiske undersøgelser peger på, at byggeriet påbegyndtes i 1240'erne. Oprindelig er kirken rejst mellem to gravhøje, men den ene blev fjernet omkring 1870, så kun bronzealderhøjen få meter sydøst for koret er tilbage.
Kirken omtales som en af Jyllands fornemste kvaderstensbygninger, bestående af apsis, kor samt skib. I senmiddelalderen er der tilføjet tre tilbygninger; et sakristi ved korets nordside, et våbenhus ved skibets nordside og et tårn ved skibets vestgavl.
Bryndum Kirke har en særlig arkitekturhistorisk interesse, da den viser overgangen fra romansk til gotisk byggestil. I koret findes kalkmalerier fra omkring 1275-1300 af bl.a. kirkens skytshelgen Skt. Laurentius.
I kirken findes et Frobenius-orgel med 14 stemmer. Det blev bygget af Th. Frobenius & Sønner i Kgs. Lyngby i 1969. Oprindelig havde orglet 10 stemmer, to manualer og pedal. I 1990 blev det udvidet med fire stemmer af Frobenius & Sønner. Det blev tegnet af Rolf Graae og Richard Aas.
Kirkens kirkeskib er et orlogsskib, der blev givet af Ditlev Møller til minde om pastor C. C. Møller, der var præst i kirken fra 1854-1874.

## Eksterne kilder og henvisninger
- Wikimedia Commons har flere filer relateret til Bryndum Kirke
- Bryndum Kirke hos KortTilKirken.dk
- Bryndum Kirke i bogværket Danmarks Kirker (udg. af Nationalmuseet)